# 盛庸
盛 庸（せい よう、生没年不詳）は、明初の将軍。

## 生涯
1399年（建文元年）に、朱棣による靖難の変が発生すると、南京政府の建文帝の側にあり、耿炳文の指揮下で朱棣の軍と交戦。耿炳文更迭後に李景隆が白溝河の戦いで敗戦し逃亡した後にも、山東参政であった鉄鉉の指揮下の将の一人として陳暉らと共に済南城の防衛に参加し、夜襲を仕掛けて燕軍を打ち破るなどの戦果を挙げ、朱棣から城を守り抜いた。済南城攻防戦が3カ月を超えたことにより、朱棣が軍を返す際に、鉄鉉の指揮下で追撃軍の一人として徳州奪回に参戦した。この後の9月、徳州奪回の功績を受けて鉄鉉が兵部尚書に昇進した際に、盛庸は歴城候に封じられ、千石の禄を下賜された。その後に文官の鉄鉉に変わり、総兵官・平燕将軍として南京政府軍実務部隊の責任者となる。
この後盛庸は平安と呉傑を定州に、徐凱を滄州に配し、本人は徳州で全軍の作戦を立てると言う配置を取ったが、1400年（建文2年）10月、朱棣の滄州攻め強行軍によって滄州を再び奪取される。その後、12月には朱棣が再び軍を発したのに応じて盛庸も主力を北上させ、徳州の南の東昌で両軍は交戦する。この東昌の会戦では盛庸が砲撃を加えたことなどが『明史』成祖本紀にも記されている。この際に盛庸は故意に軍の一部を後退させる方法で朱棣を誘い込み、一時はその直属軍を完全包囲したが、このときは燕軍の朱能がモンゴル騎兵を率いて外部から突入、張玉も部下を率いて抗戦し、朱棣には逃げられるが、張玉を戦死させた。これは朱棣の挙兵以来初めての敗北であり、朱棣は百騎に守られて館陶へと落ち延びた。朱棣が軍を返す際には万を超える燕軍の死体が残っていたと記録されている。
1401年（建文3年）正月、呉傑と平安は深州で燕軍と戦った際には盛庸が援軍を指揮し、朱棣の進攻を打ち破る。さらに3月、滹沱河で再び燕軍と戦うが、初日は引き分ける。しかし翌日には悪天候を味方につけた燕軍が押し気味となり、盛庸は敗北して南下、滹沱河の戦いに間に合わなかった呉傑と平安も軍を返す。閏3月に藁城付近で燕軍と南京政府軍は再度交戦したが、この戦いは燕軍の勝利であり、南京政府軍がは六万の兵を失った。4月、大名に燕軍は進出、このときに朱棣は休戦の条件として盛庸・呉傑・平安らを召還するように建文帝に要請しているが、南京政府は逆に燕軍の解散を要求、この交渉は決裂し、この後も交戦が続く。
1402年（建文4年）正月、燕軍が南京総攻撃を目的とした南下を開始、この時には南京政府軍の司令官は徐福、実戦指揮官は平安となっており、盛庸の名は平安と同列に記されている。霊璧の戦いに南京政府軍が敗北した際に、平安と共に盛庸も燕軍に捕らえられるが、その後6月には再び南京政府軍の部隊を指揮している。なぜ解放されたのかなどの事情は『明史』にも記されていない。6月に燕軍が長江に姿を見せた際には、長江の線を守る策を二案立てるが、すべて後手に回る。それでも盛庸は兵を集め水軍を率いて高資港にて迎撃し、一度は進攻を遅らせたものの、最終的には燕軍は渡河を成功させて鎮江に上陸、そのまま南京を落城させる。この後、盛庸は朱棣に兵士ともども降伏。一度は朱棣に赦されるが同年に致仕。後に王欽や陳瑛に弾劾されて自殺した。